# Андрусяк Іван Михайлович
Іва́н Миха́йлович Андруся́к (28 грудня 1968, Вербовець Косівського району Івано-Франківської області) — український поет, дитячий письменник, прозаїк, літературний критик, перекладач.

## Життєпис
Закінчив філологічний факультет Івано-Франківського педагогічного інституту, Академію державного управління при Президенті України, а також Університет Північного Лондона (The University of North London).
Увійшов у літературу на початку 1990-х як учасник літературного угруповання «Нова дегенерація», до якого також входили Степан Процюк та Іван Ципердюк.
З 1993 — член Національної спілки письменників України.
З 2007 по квітень 2014 працював літературним редактором видавництва Грані-Т. З травня 2014 — головний редактор видавництва «Фонтан казок».
У червні 2018 підтримав відкритий лист діячів культури, політиків і правозахисників із закликом до світових лідерів виступити на захист ув'язненого у Росії українського режисера Олега Сенцова й інших політв'язнів.
Від січня 2023 — керівник редакції художньої літератури для дітей видавництва Навчальна книга — Богдан.
Член Українського ПЕН.
Мешкає в містечку Березань.

## Творчість
Критика вважає його одним із чільних поетів покоління «дев'ятдесятників». Прихильник герметичного поетичного дискурсу, творча еволюція — від неомодерністських, декадентських мотивів ранньої творчості до символічно-асоціативного письма, витриманого в рамцях неомодерного світовідчуття, але класичної поетичної форми. Виробив власну впізнавану поетичну манеру, базовану на метафоризмі («Андрусяк пише метафорою, якої нема» — Т. Девдюк, «Критика»), яку критика називала «плаваючою семантикою» (А. Дністровий, «Книжник-review»).
Проза Івана Андрусяка характеризується як «густа» символічна метафорика з активним використанням діалектів. Тематично автор досліджує психологію людини в символічно-межових ситуаціях на матеріалі Гуцульщини 1940–50-х років.
У 2000-х рр. активно виступав як літературний критик (часописи «Книжник-review», «Книжковий огляд», «Кур'єр Кривбасу», «Кальміюс», «Березіль», «Сучасність» та ін.), аналізуючи здебільше поезію й обстоюючи моральні принципи в літературі та розмежування «високого письменства» й «попси». 2007 року повістю «Стефа і її Чакалка» входить у дитячу літературу, яка, нарівні з поезією, за кілька років стає провідною у творчості письменника.

## Твори

### Поетичні збірки
- «Депресивний синдром» (в кн.: Нова дегенерація. Івано-Франківськ: Перевал, 1992)
- «Отруєння голосом» (К.: Смолоскип, 1996)
- «Шарґа» (Львів: Лір-Артіль — Піраміда, 1999)
- «Повернення в Ґалапаґос» (Донецьк: Бібліотека часопису «Кальміюс», 2001)
- «Сад перелітний» (Львів: Кальварія, 2001 / серія «Ковчег»)
- «Дерева і води» (Харків: Акта, 2002 / серія «Ars poetica»)
- «Часниковий сік» (К.: Факт, 2004 / серія «Зона Овідія»)
- «Храбуст» (Донецьк: Бібліотека часопису «Кальміюс», 2006)
- «Писати мисліте» (К.: Факт, 2008)
- «Неможливості мови» (К.: Ярославів вал, 2011)
- «Книга трав, дерев і птахів» (Тернопіль: Навчальна книга — Богдан, 2013)
- Серця приручених рослин: вибрана інтимна лірика. Ілюстрації Христини Стринадюк (К: Фонтан казок, 2014)
- «Чорний лелека» (К.: Легенда, 2019)

### Проза
- Вургун (К.: Діокор, 2005, до книжки увійшли повість-метафора «Реставрація снігу», новела «Шарґа», роман-новела «Вургун»).

### Переклади
- Анжей Бурса. Усмішка горлом: вибрані вірші. Пер. з пол. І. Андрусяка (К.: Нова дегенерація, 1999)
- Едвард Естлін Каммінґс. Тюльпани й димарі: вибрані вірші. Пер. з англ. І. Андрусяка і К. Борисенко (Хмельницький-Київ: Видавництво Сергія Пантюка, 2004)
- Анна Політковська. Друга чеченська. Пер. з рос. І. Андрусяка (К.: Діокор, 2004)
- Марина і Сергій Дяченки. Дика енергія: роман. Пер. з рос. Лесі Ворониної та І. Андрусяка (Вінниця: Теза, 2006)
- Марина і Сергій Дяченки. Олена й Аспірин: роман. Пер. з рос. І. Андрусяка (Вінниця: Теза, 2006)
- Чарльз Діккенс. Різдвяна пісня в прозі. Пер. з англ. І. Андрусяка (у зб. «Різдвяні історії». К.: Школа, 2006)
- Наташа Ґузєєва. Жила собі Оленка. Повість. Пер. з рос. І. Андрусяка (Л.: Видавництво Старого Лева, 2007)
- Юлія Ґаланіна. Троє з Міста. Повість. Пер. з рос. І. Андрусяка (Вінниця: Теза, 2008)
- Валерій Панюшкін, Міхаїл Зиґарь, за участі Іріни Рєзнік. Газпром: нова зброя Росії. Пер. з рос. І. Андрусяка (К.: Факт, 2008)
- Валерій Куклін. Місячний дракон. Повість для дітей. Пер. з рос. І. Андрусяка (К.: Грані-Т, 2008)
- Сєрґєй Махотін. Страшна зброя. Оповідання для дітей. Пер. з рос. І. Андрусяка (К.: Грані-Т, 2008)
- Марина та Сергій Дяченки. Крило. Повісті. Пер. з рос. І. Андрусяка і О. Буценка (К.: Грані-Т, 2008)
- Генрі Лайон Олді. Розповіді очевидців, або Архів нагляду сімох. Повісті. Пер. з рос. І. Андрусяка (К.: Грані-Т, 2008)
- Міхаїл Яснов. Життя видатних тварин. Пер. з рос. І. Андрусяка (К.: Грані-Т, 2008)
- Міхаїл Яснов. Неслухняний дідусь. Вибрані вірші для дітей. Пер. з рос. І. Андрусяка (К.: Грані-Т, 2008)
- Томас Стернз Еліот. Котознавство від Старого Опосума. Поезії. Пер. з англ. І. Андрусяка (К.: Грані-Т, 2008)
- Святослав Лоґінов. Билиця про казкового звіра. Пер. з рос. І. Андрусяка (К.: Грані-Т, 2009)
- Наталія Ґузєєва. Як Петрик П'яточкин слоників рахував: оповідання. Пер. з рос. І. Андрусяк. (К.: Махаон-Україна, 2009)
- Віталій Ґубарєв. Королівство кривих дзеркал: повість-казка. Пер. з рос. І. Андрусяк. (К.: Махаон-Україна, 2009)
- Юрій Коваль. Пригоди Васі Куролєсова: повість. Пер. з рос. І. Андрусяк. (К.: Махаон-Україна, 2009)
- Наталія Ґузєєва. Петрик П'яточкин і веселий гармидер: оповідання. Пер. з рос. І. Андрусяк. (К.: Махаон-Україна, 2010)
- Лев Толстой. Народні оповідання. Пер. з рос. І. Андрусяка (К.: Грані-Т, 2010)
- Генрі Лайон Олді. Шлях меча: роман. Пер. з рос. І. Андрусяк. (Вінниця: Теза, 2010)
- Ірина Пивоварова. Про що думає моя голова. Оповідання й повісті. Пер. з рос. І. Андрусяка (К.: Махаон-Україна, 2010)
- Юрій Коваль. П'ять викрадених монахів. Повість. Пер. з рос. І. Андрусяка (К.: Махаон-Україна, 2010)
- Ганна та Петро Владимирські. Хлопчик, якого подарували цуцику. Повість. Пер. з рос. І. Андрусяка (К.: Грані-Т, 2011)
- Андрей Хадановіч. Таткові нотатки. Вірші. Пер. з білоруської І. Андрусяка (К.: Грані-Т, 2011)
- Марина Аромштам. Коли відпочивають янголи. Повість. Пер. з рос. І. Андрусяка (К.: Грані-Т, 2011)
- Юлія Ґаланіна. Пригоди кухарчука Бублика. Повість. Пер. з рос. І. Андрусяка (Вінниця: Теза, 2011)
- Леонід Сорока. Кишеньковий дракон. Вірші. Пер. з рос. І. Андрусяка (К.: Грані-Т, 2011)

### Дитяча література
З 2005 року Іван Андрусяк звертається до дитячої літератури — в часописах, альманахах і антологіях друкуються вірші, які згодом увійшли до книжки «М'яке і пухнасте» (2010); а 2007 року виходить друком повість-казка для дошкільнят і молодших школярів «Стефа і її Чакалка». У ній автор використовує фольклорний образ Ча́калки — казкової істоти, якою на Слобожанщині й Полтавщині в давнину батьки лякали своїх неслухняних дітей: мовляв, та прийде вночі, забере таку дитину в мішок і понесе в темний ліс. Саме так і стається з героями повісті, які втрапляють у казкову «школу чакалок і бабаїв», де їм дозволено робити все, що заманеться. Письменник описує ці сцени з гумором, проте головну увагу концентрує на дитячій психології, наголошуючи на тому, що добро й любов перемагають неодмінно, й завдяки їм дитина може навіть «перевиховати» казкове страшидло.
Дошкільнятам адресовані «Звіряча абетка» (2008) і «Зайчикова книжечка» (2008) — вірші й віршовані казки; а також повість-гра «Хто боїться Зайчиків» (2010), удостоєна першої премії літературного конкурсу «Золотий лелека». Дітям молодшого і середнього шкільного віку адресовані веселі пригодницькі повісті «Сорокопуди, або Як Ліза і Стефа втекли з дому» (2009) і «Кабан дикий — хвіст великий» (опублікована в журналі «Барвінок», листопад 2009 — лютий 2010); а старшокласників зацікавить книжка біографічних оповідань «Іван Андрусяк про Дмитра Туптала (св. Димитрія Ростовського), Григорія Квітку-Основ'яненка, Тараса Шевченка, Ніла Хасевича і Олексу Довбуша» (2008).
Проте сам письменник «головним» своїм дитячим твором вважає невеличку повість «Дядько Барбатко сміється» (побачила світ 2008 року в книжці «Три дні казки»), в якій у формі поетичної казки оповідається дитині про тонкощі людських взаємин, про неповторність кожної людини у світі, про любов і біль, про глибинний зв'язок людини і природи, про красу і складність життя.
- Стефа і її Чакалка: дівчача повістина (К.: Грані-Т, 2007)
- Зайчикова книжечка: віршовані казки (К.: Грані-Т, 2008)
- Звіряча абетка (К.: Грані-Т, 2008)
- Дядько Барбатко сміється / Іван Андрусяк, Валентина Запорожець, Микола Гриценко. Три дні казки (К.: Грані-Т, 2008)
- Іван Андрусяк про Дмитра Туптала (святого Димитрія Ростовського), Григорія Квітку-Основ'яненка, Тараса Шевченка, Ніла Хасевича і Олексу Довбуша (К.: Грані-Т, 2008, серія «Життя видатних дітей»)
- Сорокопуди, або Як Ліза і Стефа втекли з дому (Львів: Видавництво Старого Лева, 2009)
- Хто боїться Зайчиків: повість-гра (К.: Грані-Т, 2010)
- М'яке і пухнасте: вірші (К.: Грані-Т, 2010)
- Кабан дикий — хвіст великий. Друга історія Стефи і Чакалки: повість (К.: Грані-Т, 2010)
- Стефа і її Чакалка. Видання друге, ще капосніше (К.: Грані-Т, 2011)
- М'яке і пухнасте: вірші; шрифтом Брайля / Іван Андрусяк, Юрій Бедрик, Сергій Пантюк, Михайло Григорів, Василь Голобородько, Леся Мовчун. Сучасна дитяча поезія (К.: Грані-Т, 2011)
- Вісім днів із життя Бурундука: повість (К.: Грані-Т, 2012)
- Абетка-прозивалка (Тернопіль: Навчальна книга — Богдан, 2012)
- Зайчикова книжечка: віршовані казки. Видання друге, виправлене і доповнене (К.: Грані-Т, 2013)
- М'яке і пухнасте: вірші. Видання друге, змінене й виправлене (К.: Грані-Т, 2013)
- Пінгвінік: «садочкова» повість. (К.: Грані-Т, 2013)
- Сонячні дні домовичка Мелетія: картини Степана Вербещука, казки Івана Андрусяка (К.: Час майстрів, 2014)
- Солнечные дни домовичка Мелетия: картины Степана Вербещука, сказки Ивана Андрусяка. Перевела с украинского Лариса Колос (К.: Время мастеров, 2014)
- Третій сніг: повість-казка (К.: Фонтан казок, 2014, друге видання — 2015)
- Чупакабра та інші зайчики. Усе солодший сад: вірші для дітей (К.: Фонтан казок, 2014)
- Зайчикове Різдво: віршоказка (К.: Фонтан казок, 2014)
- Закоханий Бурундук та інші розбишацькі історії: повість, оповідання (Х.: «Книжковий клуб «Клуб сімейного дозвілля», 2015)
- Сорокопуди, або Як Ліза і Стефа втекли з дому: дівчача повість. Ілюстрації Олени Бугренкової (К.: Час майстрів, 2015)
- Сокоропуты, или Как Лиза и Стефа сбежали из дома: повесть о девченках. Перевод с украинского Ларисы Колос в редакции Александры Ушкаловой. Илюстрации Елены Бугренковой (К.: Время мастеров, 2015)
- Магазин невидимих речей: казка-гра. Художник Оксана Липка (К.: Фонтан казок, 2016)
- Стефа і Чакалка: пригодницькі повісті. Художник Ольга Кузнецова (К.: Фонтан казок, 2016)
- Лякація: нові вірші для дітей. Художник Лілія Курцеба (К.: Фонтан казок, 2017)
- 28 днів із життя Бурундука: повісті та оповідання. Художник Ганна Осадко (К.: Фонтан казок, 2017)
- Зайчикова книжечка: віршоказки. Художниця Ольга Кузнецова (К.: Фонтан казок, 2018)
- Удень. Вночі: панорамні книжечки-розкладайки, серія «Що коїться навколо?» (Харків: Ранок, 2019)
- Сірка на порох: історично-пригодницька повість (К.: Фонтан казок, 2020)
- Серія «Досліджуй»: «Вище, і вище, і вище в небо», «Вище, і вище, і вище на дереві», «Нижче, і нижче, і нижче під зеслю», «Нижче, і нижче, і нижче в море»: книжки-картонки (Харків: Ранок, 2020)
- Морськосвинський детектив: казки (Х.: Vivat (видавництво), 2020)
- Нечиста сила та інші капосні історії: пригодницькі та історично-пригодницькі оповідання (К.: Наш Формат, 2020)
- Усі пригоди Бурундука: повісті та оповідання / ілюстрації Наталки Гайди. – Х: Vivat (видавництво), 2021
- Звірські вірші: поезії для дітей / ілюстрації Олени Квітки. – Х.: Школа, 2022
- Усі пригоди Стефи і Чакалки: казково-пригодницькі повісті / ілюстрації Наталки Гайди. – Х: Vivat (видавництво), 2022
- Жерар-партизан: казка / ілюстрації Анни Майти. – Х.: Vivat (видавництво), 2022
- Жерар на Витівці: казки / ілюстрації Анни Майти. – Х.: Vivat (видавництво), 2023
- Дядько Барбатко сміється / ілюстрації Надії Дойчевої-Бут. — Тернопіль: Навчальна книга — Богдан, 2023

### Критика, есеїстика
- Андрусяк І. Літпроцесія: рецензії, есеї, статті (Донецьк: Бібліотека часопису «Кальміюс», 2001)
- Андрусяк І. Латання німбів: рецензії, есеї, статті (Івано-Франківськ: Тіповіт, 2008, серія «Інша критика»)
- Андрусяк І. Дуби і леви: вибрана есеїстика (К: Грані-Т, 2011, серія «De profundis»)

### Інші видання
- Андрусяк І., Петренко Є. Блиск і злиденність української націонал-демократії: політологічне есе (К.: Смолоскип, 1999)
- Мандрівник і риболов. Природа у творчості Володимира Свідзінського та Максима Рильського. Упорядник І. Андрусяк (К.: Факт, 2003 / серія «Текст плюс контекст»)
- Сучасна українська література (кінця XX — початку XXI ст.): хрестоматія. Упорядкування, передмова, післямова, примітки І. Андрусяка (К.: Школа, 2006)
- Поети «витісненого покоління». Антологія / Упоряд. текстів та передмова І. М. Андрусяка. — Харків: Ранок, 2009
- Вибрані твори у двох томах. — Тернопіль: Навчальна книга — Богдан, 2019. Том 1. Фонетика тиші: поезія, проза. Том 2. М'яке і пухнасте: твори для дітей.

## Відзнаки
Лавреат першої премії конкурсу видавництва «Смолоскип» (1995), літературних премій «Благовіст» (1996), ім. Бориса Нечерди (2002), журналу «Кур'єр Кривбасу» (2007), першої премії конкурсу творів для дітей «Золотий Лелека» (2008), міжнародної премії «Corona Carpatica» (2010).
Повість Івана Андрусяка «Вісім днів із життя Бурундука» увійшла до престижного щорічного каталогу найкращих дитячих видань світу «Білі ворони 2013» (White Ravens 2013).
Лавреат Корнійчуковської премії 2016 року — першої премії в номінації «Поезія для дітей» — за збірку «Лякація». За цю ж збірку удостоєний відзнаки «Дитячий поет року» від порталу української дитячої книги «БараБука» (BaraBooka) і премії «ЛітАкцент року».
Лавреат премії імені Якова Гальчевського «За подвижництво у державотворенні» (2019).
Лавреат премії імені Лесі Українки за книжки «Зайчикова книжечка» і «Третій сніг» (2019).